# Milaglé
Milaglé ist ein 1091 m hoher Berg in Dschibuti. Er liegt in der Region Tadjoura im Zentrum von Dschibuti.

## Geographie
Der Berg erhebt sich nördlich des Ortes Tadjoura und südwestlich von Adailou im zentralen Teil von Dschibouti. Weiter östlich erhebt sich der Gipfel des ‘Ambaro, nördlich der ‘Ado ‘Ale (1193 m) und südwestlich der Ad‘ali Dâba (1033 m).

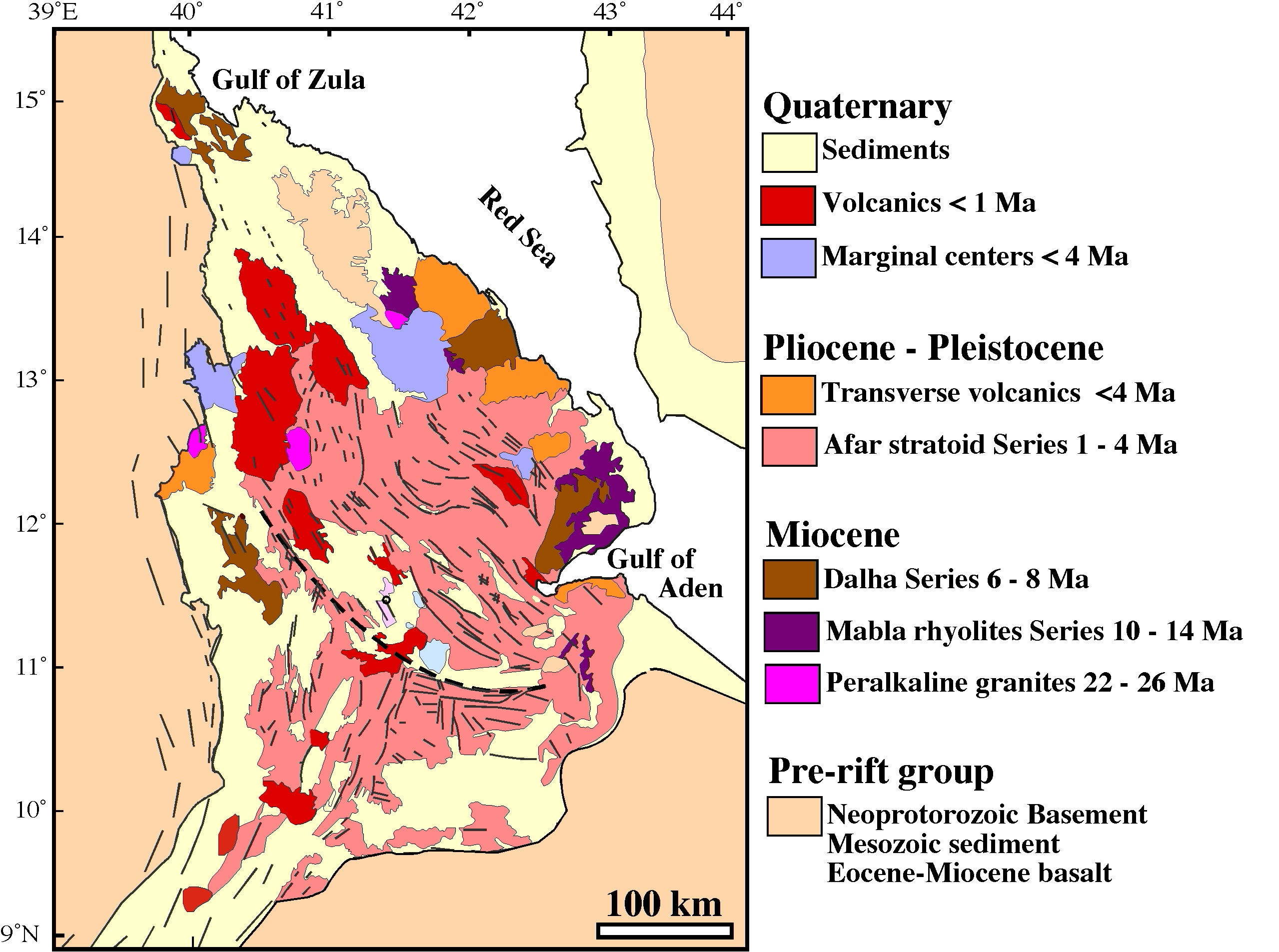
Geologie des Afar-Dreiecks.